# Mikael Uhre
Mikael Uhre (* 30. September 1994) ist ein dänischer Fußballspieler. 
Der Stürmer wurde fußballerisch in der Jugend von Sønderjysk Elitesport ausgebildet und spielt zurzeit in den USA bei Philadelphia Union aus der Profiliga Major League Soccer. Zudem absolvierte Uhre während seiner bisherigen Karriere auch ein Spiel für die dänische Nationalmannschaft.

## Karriere

### Verein
Mikael Uhre spielte Fußball als Kind und Jugendlicher Skovlund IF, einem Verein aus der Ortschaft Ansager, 40 Kilometer von Esbjerg entfernt, und bei Grindsted GIF aus Grindsted, zwischen Esbjerg und Vejle gelegen, bevor er in die Jugendabteilung von Sønderjysk Elitesport, einem Verein aus Haderslev (deutsch Hadersleben) unweit der deutschen Grenze wechselte. Am 28. März 2013 gab er im Alter von 18 Jahren beim 5:0-Auswärtssieg in der Superliga bei Silkeborg IF sein Profidebüt. Uhre konnte zum Ende der Saison 2012/13 fünf Einsätze, allesamt als Einwechselspieler, für sich verbuchen. Bei Sønderjysk Elitesport konnte er sich nicht durchsetzen und daher entschloss er sich im Sommer 2014 zu einem Vereinswechsel. Denn im August 2014 wurde er bis zum Jahresende an den Zweitligisten Skive IK verliehen. Dort kam Mikael Uhre zwar regelmäßig zum Einsatz, war aber nicht immer Teil der Startelf. Und so kehrte er zum Jahreswechsel 2014/2015 zu Sønderjysk Elitesport, kurz „SønderjyskE“, zurück, wobei er dort weiterhin sich nicht durchsetzen konnte.
Mikael Uhre trainierte dann wieder bei Skive IK und unterschrieb dann einen Einjahresvertrag. War er zunächst noch Einwechselspieler, erkämpfte er sich bald einen Stammplatz als Mittelstürmer und schoss in insgesamt 31 Partien 14 Tore. Nach nur einem Jahr kehrte Uhre an die deutsche Grenze zurück und unterschrieb einen Dreijahresvertrag. Sønderjysk Elitesport war zuvor überraschend Vize-Meister geworden und qualifizierte sich somit für die zweite Qualifikationsrunde zur UEFA Europa League. Dort setzten sie sich gegen den norwegischen Vertreter Strømsgodset IF durch und in der dritten Qualifikationsrunde warfen sie den polnischen Klub Zagłębie Lubin raus, ehe man in den Play-offs denkbar knapp gegen Sparta Prag rausflog. Anders als in seiner ersten Zeit in Haderslev gelang Mikael Uhre nun der Durchbruch, als er nun Stammspieler wurde und mit vier Toren sowie ebensovielen Vorlagen seine Farben in die Meisterrunde beförderte; seit dieser Saison wird die Superliga in eine reguläre Saison sowie in eine Runde mit der Meister- sowie der Abstiegsrunde ausgetragen. In der Meisterrunde wurde Sønderjysk Elitesport Letzter und verpasste somit die Teilnahme an den europäischen Wettbewerben. Uhre blieb Stammspieler und schoss in der darauffolgenden Spielzeit fünf Tore (zwei Vorlagen), allerdings musste er mit seinem Verein nun in die Abstiegsrunde, in der man sich jedoch für die Play-offs um die Teilnahme am europäischen Wettbewerb qualifizieren konnte. Dort warf man zunächst Hobro IK raus und scheiterte schließlich an Aarhus GF.
Im Sommer 2018 zog es Mikael Uhre in den Ballungsraum von Kopenhagen, denn er schloss sich Brøndby IF an. Bereits im Januar 2018 unterschrieb er einen Vertrag bis 2022. Ein sofortiger Wechsel scheiterte am Veto der Südjüten. In Brøndby kam Mikael Uhre regelmäßig zum Einsatz, aber war nicht oft mit Startelfmandaten beglückt wurden. Zudem spielte er mit dem Verein, der in Dänemark als eines der größten Fußballvereine gilt, regelmäßig im europäischen Wettbewerb. So startete Uhre mit seinem Klub in seinem ersten Jahr im Kopenhagener Umland in der dritten Qualifikationsrunde zur Europa League und warf dort den serbischen Vertreter Spartak Subotica raus, doch in den Play-offs bedeutete KRC Genk Endstation. Seine erste Saison bei Brøndby IF endete mit dem Einzug ins dänische Pokalfinale und dieses verlor man nach Elfmeterschießen gegen den FC Midtjylland. Im folgenden Jahr war Mikael Uhre mit „BIF“ in der ersten Qualifikationsrunde zur „EL“ gestartet und warf dort den finnischen Klub Inter Turku raus, in der zweiten Qualifikationsrunde setzten sie sich gegen Lechia aus dem polnischen Danzig durch, ehe in der dritten Runde der Quali sich Sporting Braga aus zu große Hürde erwies. Uhre war in dieser Saison zunächst auch nur Einwechselspieler, erst während der Meisterrunde erkämpfte er sich einen Platz in der Stammelf. Die Qualifikation für die europäischen Wettbewerbe wurde verpasst. Sein Durchbruch gelang ihm in seinem dritten Jahr in der Peripherie von Kopenhagen, als er in der regulären Saison zunächst 13 Tore schoss und in der Meisterrunde mit sechs Treffern Anteil am ersten dänischen Meistertitel seit 16 Jahren (zuletzt 2005) hatte. Aufgrund des Gewinns der Meisterschaft qualifizierte sich Brøndby IF für die Play-offs zur Champions League, wo sie gegen Red Bull Salzburg ausschieden. Jedoch spielten sie in der Gruppenphase der Europa League weiter und schieden dort als Gruppenletzter aus. Die Gegner waren dabei Sparta Prag, Olympique Lyon und die Glasgow Rangers, welche dereinst auch im Finale standen. Mikael Uhre spielte bis zur Winterpause in Brøndby und wechselte daraufhin ins Ausland.
Denn im Januar 2022 wechselte er in die nordamerikanische Profiliga Major League Soccer zu Philadelphia Union. Mit 13 Toren trug Uhre zum Einzug in die Play-offs des „MLS Cups“ bei. Dort erreichten sie das Finale und verloren dort nach Elfmeterschießen gegen Los Angeles FC. Uhre war weiterhin Stammspieler und trug mit neun Toren zur erneuten Qualifikation für die „MLS Cup Playoffs“ bei, wo man allerdings gegen den FC Cincinnati ausschied. Derweil schied man in der CONCACAF Champions League im Halbfinale aus, wobei der Gegner hier ebenfalls Los Angeles FC war. In der Saison 2024 wurde die Qualifikation für die MLS Cup Playoffs verpasst, in der CONCACAF Champions League schied man im Achtelfinale gegen den mexikanischen Klub CF Pachuca aus.

### Nationalmannschaft
Mikael Uhre hat ein Spiel für die dänische U21 gemacht und kam gleichfalls zu einem Einsatz für die A-Nationalmannschaft der Dänen. Am 15. November 2021 hat er bei der 0:2-Niederlage im WM-Qualifikationsspiel in Glasgow gegen Schottland einen Kurzeinsatz gehabt.